# Wzór ścisły Bowringa
Wzór ścisły Bowringa – metoda przeliczania współrzędnych ortokartezjańskich (X, Y, Z) na geodezyjne (B, L, h) na elipsoidzie. W przeciwieństwie do algorytmu Hirvonena metoda nie potrzebuje iteracji. 
Długość geodezyjna :
{\displaystyle \ L=\arctan {\frac {Y}{X}}}
Szerokość geodezyjna :
{\displaystyle \ B=\arctan {\frac {Z+e'^{2}b\sin ^{3}\Phi }{{\sqrt {X^{2}+Y^{2}}}-e^{2}a\cos ^{3}\Phi }}}
Wysokość elipsoidalna :
{\displaystyle \ h={\frac {\sqrt {X^{2}+Y^{2}}}{\cos B}}-N}
gdzie:
{\displaystyle \ \Phi =\arctan {\frac {aZ}{b{\sqrt {X^{2}+Y^{2}}}}}}
{\displaystyle \ N={\frac {a}{\sqrt {1-e^{2}\sin ^{2}B}}}}